# Валлата
Валлата (італ. Vallata) — муніципалітет в Італії, у регіоні Кампанія,  провінція Авелліно.
Валлата розташована на відстані близько 250 км на південний схід від Рима, 90 км на схід від Неаполя, 45 км на схід від Авелліно.
Населення — 2766 осіб (2014).
Щорічний фестиваль відбувається 24 серпня. Покровитель — святий Варфоломій.

## Демографія
Населення за роками:

Станом на 1 січня 2023 року в муніципалітеті офіційно проживали 92 іноземці з 11 країн, серед них 52 громадяни країн Євросоюзу та 1 громадянин України.

## Сусідні муніципалітети
- Бізачча
- Карифе
- Гуардія-Ломбарді
- Скампітелла
- Тревіко